# Beach Boys' Party!
Beach Boys' Party! je deseti album ameriške glasbene skupine The Beach Boys. Izšel je leta 1965 pri založbi Capitol Records.

## Seznam skladb
1. "Hully Gully" (The Olympics) - 2:22
2. "I Should Have Known Better" (The Beatles) - 1:40
3. "Tell Me Why" (The Beatles) - 1:46
4. "Papa-Oom-Mow-Mow" (The Rivingtons) - 2:18
5. "Mountain of Love" (Harold Dorman) - 2:51
6. "You've Got to Hide Your Love Away" (The Beatles) - 2:56
7. "Devoted to You" (The Everly Brothers) - 2:13
8. "Alley Oop" (The Hollywood Argyles) - 2:56
9. "There's No Other (Like My Baby)" (The Crystals) - 3:05
10. "Medley" ("I Get Around"/"Little Deuce Coupe") - 3:12
11. "The Times They Are a-Changin'" (Bob Dylan) - 2:23
12. "Barbara Ann" (The Regents) - 3:23